# Гад-Ху
Гад-Ху (Кад-Ху) — невеликий острів в Червоному морі в архіпелазі Дахлак, належить Еритреї, адміністративно відноситься до району Дахлак регіону Семіен-Кей-Бахрі.

## Географія
Розташований на північний захід від острова Танам. Має видовжену форму, на сході має вузький півострів, який загалом надає острову подібність до кістки стегна. Довжина 4,8 км, ширина до 1 км; півострів довжиною 1,2 км, шириною 370 м. З півдня острів облямований кораловими рифами.